# Arden Digtfestival
Arden Digtfestival er en siden 2002 årligt tilbagevendende digtfestival i Arden, Nordjylland. Bag festivalen står digterne Kenneth Jensen og Anni Jensen. Af de mange optrædende på digtfestivalen gennem årene kan nævnes Lasse Rindom, Louis Jensen, Jens Blendstrup, Eske K. Mathiesen, Kenneth Krabat, Linda Nørgaard, Rune Kjær Rasmussen, The Keith, Martin Snoer Raaschou, Lars Hougaard Clausen, Julie Sten-Knudsen, Mads Jarler og Frederik Bjerre Andersen.
I 2008 blev Arden digtfestival afholdt i Aarhus.
| Sprog og litteratur | Spire Denne artikel om litteratur er en spire som bør udbygges. Du er velkommen til at hjælpe Wikipedia ved at udvide den. |

|  | Denne artikel om en begivenhed kan blive bedre, hvis der indsættes et (bedre) billede. Du kan hjælpe ved at afsøge Wikimedia Commons for et passende billede eller lægge et op på Wikimedia Commons med en af de tilladte licenser og indsætte det i artiklen. |